# Dolmen von Peñagache
Der Dolmen von Peñagache (auch Mamoa da Portela do Pau oder Mota Grande genannt) liegt westlich von Verea bei Bangueses in der Provinz Ourense in Galicien in Spanien, wie die Dolmen von Maus de Salas nahe der Grenze zu Portugal.
Der polygonale Dolmen von Penagache liegt auf 1257 m Höhe. Der Kammerrest besteht aus fünf aufrechten Tragsteinen. Auf einem der Tragsteine befindet sich eine Zickzack-Gravur. Die Deckenplatte scheint nicht mit den anderen Materialien übereinzustimmen. Es wird vermutet, dass sie zum Schutz der Gravur aufgelegt wurde.
Östlich steht der Menhir Pedrafita das Catro Cruces. Er verdankt seinen Namen den vier Kreuzen, die an den vier Seiten des Monolithen eingraviert sind. Er dient als Trennung zwischen den Pfarreien Calvos und Corvelle (Bande) und Cexo und Banqueses (Verea).